# Oslo, 31. August
Oslo, 31. August ist ein norwegisches Filmdrama von Joachim Trier aus dem Jahr 2011.

## Handlung
Anders ist 34 Jahre alt und wird in zwei Wochen seine Entziehungskur beenden. Seit zehn Monaten hat er keinen Alkohol mehr getrunken und keine Drogen mehr genommen. Seit 2005 war er heroinabhängig, nahm Ecstasy und dealte. Er machte hohe Schulden. Nun gilt er als clean, ist jedoch schwer depressiv. Er weiß nicht, warum er noch leben soll und versucht, sich im See unweit der Entziehungsklinik zu ertränken, doch er scheitert.
Einige Zeit später darf er zum ersten Mal das Klinikgelände verlassen, da er in Oslo bei einer Zeitschrift für die Stelle eines Redaktionsassistenten vorsprechen will. Anders sucht in Oslo zunächst seinen Freund Thomas auf, der mit seiner Frau und den beiden gemeinsamen Kindern lebt. Anders bewundert das scheinbar sesshafte Leben des Literaturdozenten und deutet seinen Selbstmord an. Thomas will ihn davon abbringen, kann Anders außer Allgemeinplätzen jedoch keinen wirklichen Grund dafür nennen, außer dass es ihn selbst betroffen machen würde. Thomas macht Anders jedoch klar, dass auch sein Leben nicht perfekt ist, haben die Kinder doch das Ende des Liebeslebens mit seiner Frau bewirkt. Er lädt ihn zur Geburtstagsfeier der gemeinsamen Freundin Mirjam ein. Thomas deutet an, dass Anders’ Exfreundin Iselin sehr unter der Trennung und dem Verfall Anders’ gelitten habe. Anders begibt sich zum Vorstellungsgespräch, versucht jedoch Iselin, die im Ausland lebt, telefonisch zu erreichen. Er spricht ihr auf die Mailbox, dass sie dringend zurückrufen solle.
Beim Vorstellungsgespräch mit Chefredakteur David macht Anders zunächst einen guten Eindruck, gibt jedoch auf die Lücke in seinem Lebenslauf seit 2005 an, dass er in der Zeit drogensüchtig war und auch gedealt habe. Als David versucht, die Situation taktvoll zu retten, bricht Anders das Vorstellungsgespräch ab und geht. Er besucht ein Café, in dem er den Gesprächen der Menschen lauscht, und will sich später mit seiner Schwester Nina treffen, doch erscheint nur ihre Freundin Rebecca. Nina will ihn nicht sehen, lässt Anders jedoch die Schlüssel für das Haus der Eltern übergeben. Die ziehen gerade aus; sie verkaufen das Haus unter anderem, weil Anders in den letzten Jahren hohe Schulden angehäuft hat. Anders begibt sich abends zur Feier von Mirjam und ihrem Freund Calle, wo er hofft, erneut Thomas zu treffen. Er beginnt, Alkohol zu trinken. Heimlich stiehlt er aus den Sachen der Gäste Geld und begibt sich zu einem Dealer, bei dem er ein Gramm Heroin kauft. Anschließend geht er mit Calle und zwei Frauen in eine Bar und später in eine Disko. Iselin spricht er aufs Band, dass er sich eine Zukunft mit ihr vorstellen könne, wenn sie denn will.
Der neue Tag beginnt, es ist der 31. August. Während Calle und die Frauen in einem menschenleeren Freibad schwimmen, bricht Anders allein auf. Er begibt sich zum Haus der Eltern, in dem die gepackten Kisten stehen, sich jedoch sonst niemand aufhält. Vergeblich versucht er, Iselin zu erreichen, gesteht ihr jedoch auf der Mailbox, dass er seine vorherigen Anrufe nicht ernst gemeint habe. Er spielt am verstimmten Klavier, bis er ins Stocken gerät. Anschließend spritzt er sich das Heroin und sinkt zurück. Nach kurzer Zeit hört er auf zu atmen.

## Produktion
Oslo, 31. August beruht lose auf Pierre Drieu la Rochelles Roman Le feu follet aus dem Jahr 1931, der bereits 1963 unter dem Titel Das Irrlicht von Louis Malle verfilmt worden war. Oslo, 31. August wurde an Originalschauplätzen in Oslo gedreht; zu Beginn ist die Sprengung des Osloer Philips-Gebäudes am 30. April 2000 zu sehen.
Der Film erlebte am 18. Mai 2011 im Rahmen der Reihe Un certain regard der Internationalen Filmfestspiele von Cannes seine Premiere und lief am 31. August 2011 in den norwegischen Kinos an. Er kam am 19. April 2012 in die Schweizer Kinos und war ab 4. April 2013 auch in den deutschen Kinos zu sehen. Er wurde unter anderem 2011 auf dem Toronto International Film Festival und 2012 auf dem Sundance Film Festival gezeigt.

## Kritik
Für den film-dienst war Oslo, 31. August eine „radikale, beklemmende Studie in Agonie und Fatalismus, die im Kern ein melancholischer Film über die Vergänglichkeit der Jugend in Zeiten einer verlängerten Adoleszenz ist.“ Cinema nannte den Film „eine inhaltlich und formal bestechende Studie existenziellen Verlorenseins“, während Der Spiegel ihn als „großartige filmische Gegenwartsanalyse“ bezeichnete, der „die Lebenslügen einer ganzen Generation“ zeige.
Die Frankfurter Allgemeine Zeitung konstatierte, dass der Film den Zuschauer „letztendlich so ratlos zurück[lässt], wie die Freunde und Bekannten von Anders dies sein müssten. Die Insistenz, mit der Joachim Trier existenzialistische Register des erzählenden Kinos aufruft, lässt kein Entweder/Oder zu, sondern nur ein fröstelndes Verharren vor der Negativität.“ Die Frankfurter Rundschau fasste den Film so zusammen:

„‚Oslo, 31. August‘ balanciert hoch verdichtet und stilistisch klar zwischen Sprachlosigkeit und Sprache, Menschenporträt und Stadtlandschaft. Es ist ein stiller Film ohne Empörung, ohne Weinerlichkeit. Ein freundlicher Film ohne Hoffnung, ein heller Film über die Verzweiflung.“

## Auszeichnungen
Auf dem Chicago International Film Festival war Oslo, 31. August für einen Gold Hugo nominiert. Er gewann im gleichen Jahr auf dem Stockholm International Film Festival den Preis für die Beste Kamera sowie das Bronzene Pferd (Bronsehesten) als bester Film. Bei der Verleihung des norwegischen Amandapreises gewann der Film in den Kategorien Årets regi (Beste Regie, Joachim Trier) und Årets klipp (Bester Schnitt, Olivier Bugge Coutté). Zudem war er für vier weitere Amandas nominiert.
Oslo, 31. August war 2012 für einen Bodil als Bester Nicht-amerikanischer Film nominiert. Im Jahr 2013 lief er im Rennen um einen César in der Kategorie Bester ausländischer Film. Er war zudem für einen Chlotrudis Award in der Kategorie Beste Entdeckung nominiert.